# Zaprionus spinoarmatus
Zaprionus spinoarmatus är en tvåvingeart som beskrevs av Tsacas och Chassagnard 1990. Zaprionus spinoarmatus ingår i släktet Zaprionus och familjen daggflugor. Inga underarter finns listade i Catalogue of Life.